# Arroio Grande (Santa Maria)
Arroio Grande (Pronunciación portuguesa: [aR'oju gr'ädi], "arroyo grande") es un barrio del distrito de Arroio Grande, en el municipio de Santa Maria, en el estado brasileño de Río Grande del Sur. Está situado en el nordeste de Santa Maria.

## Villas
El barrio contiene las siguientes villas: Arroio do Meio, Arroio Grande, Arroio Lobato, Cidade dos Meninos, Colônia Nova, Faxinal da Palma, Kipper, Linha Canudos, Noal, Nossa Senhora da Saúde, Rosalino Noal, São Marcos, São Valentin, Três Barras, Vila Arroio Grande, Vila Fighera, Vila Santa Brígida.

## Galería de fotos

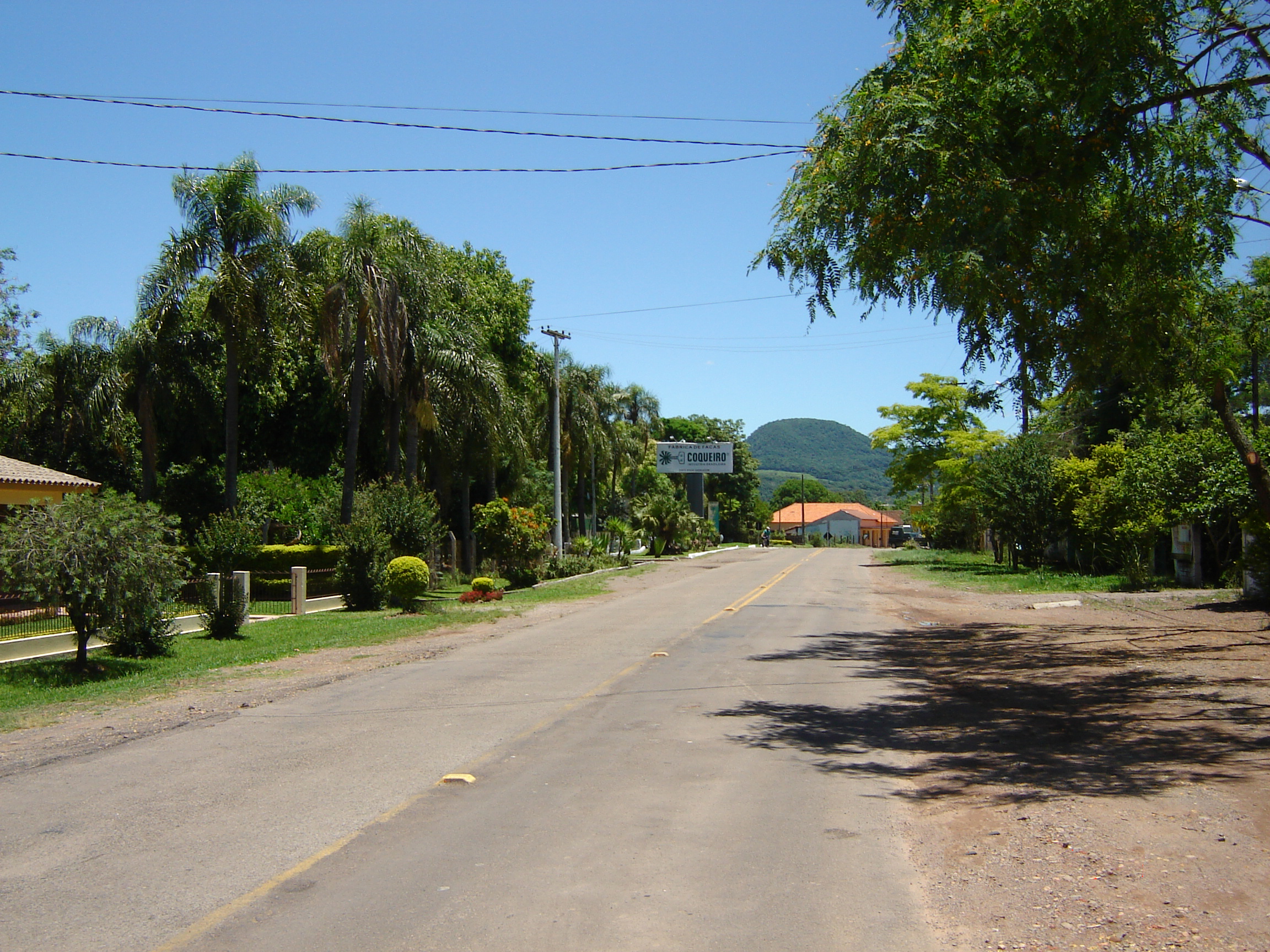
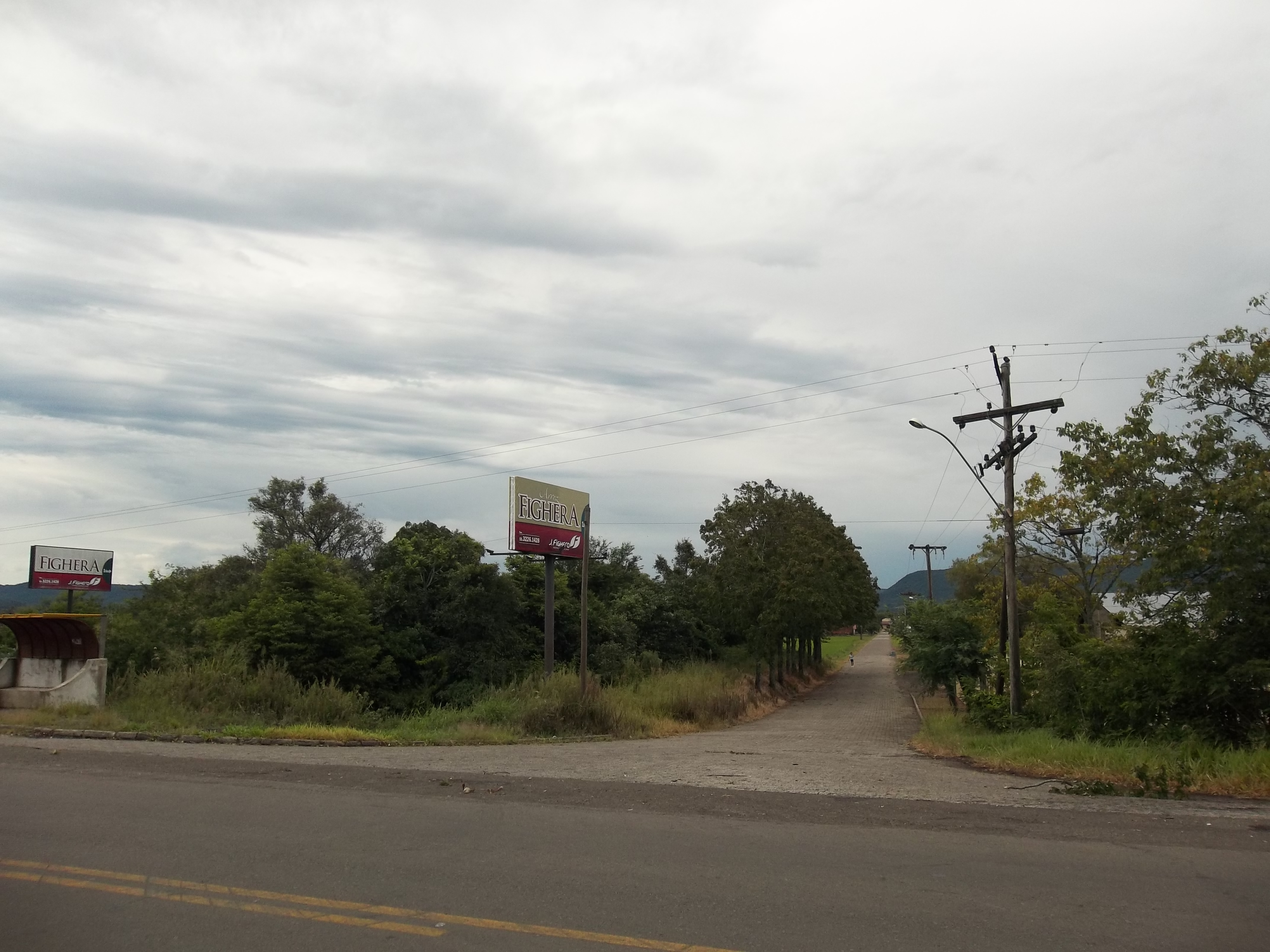
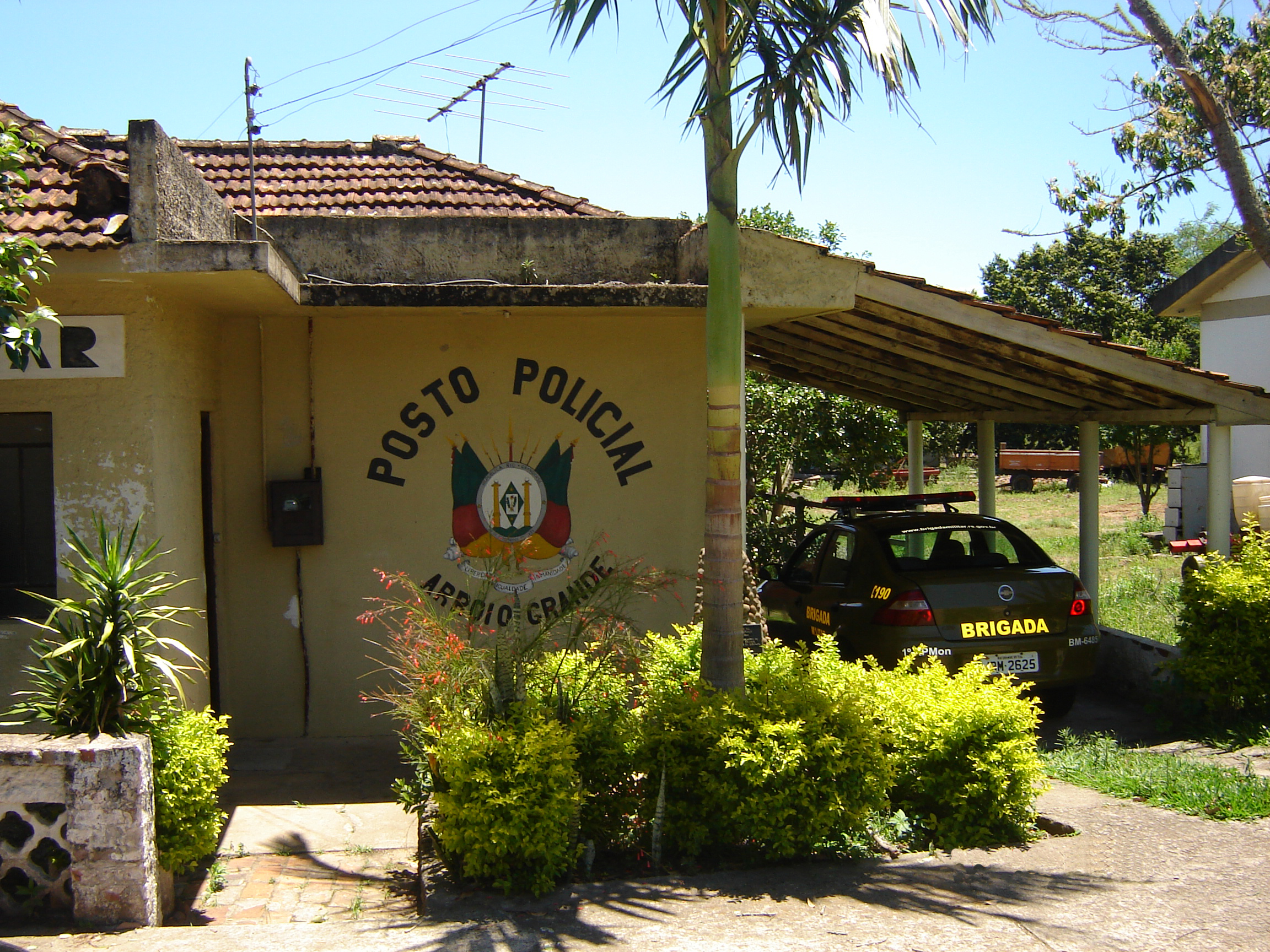
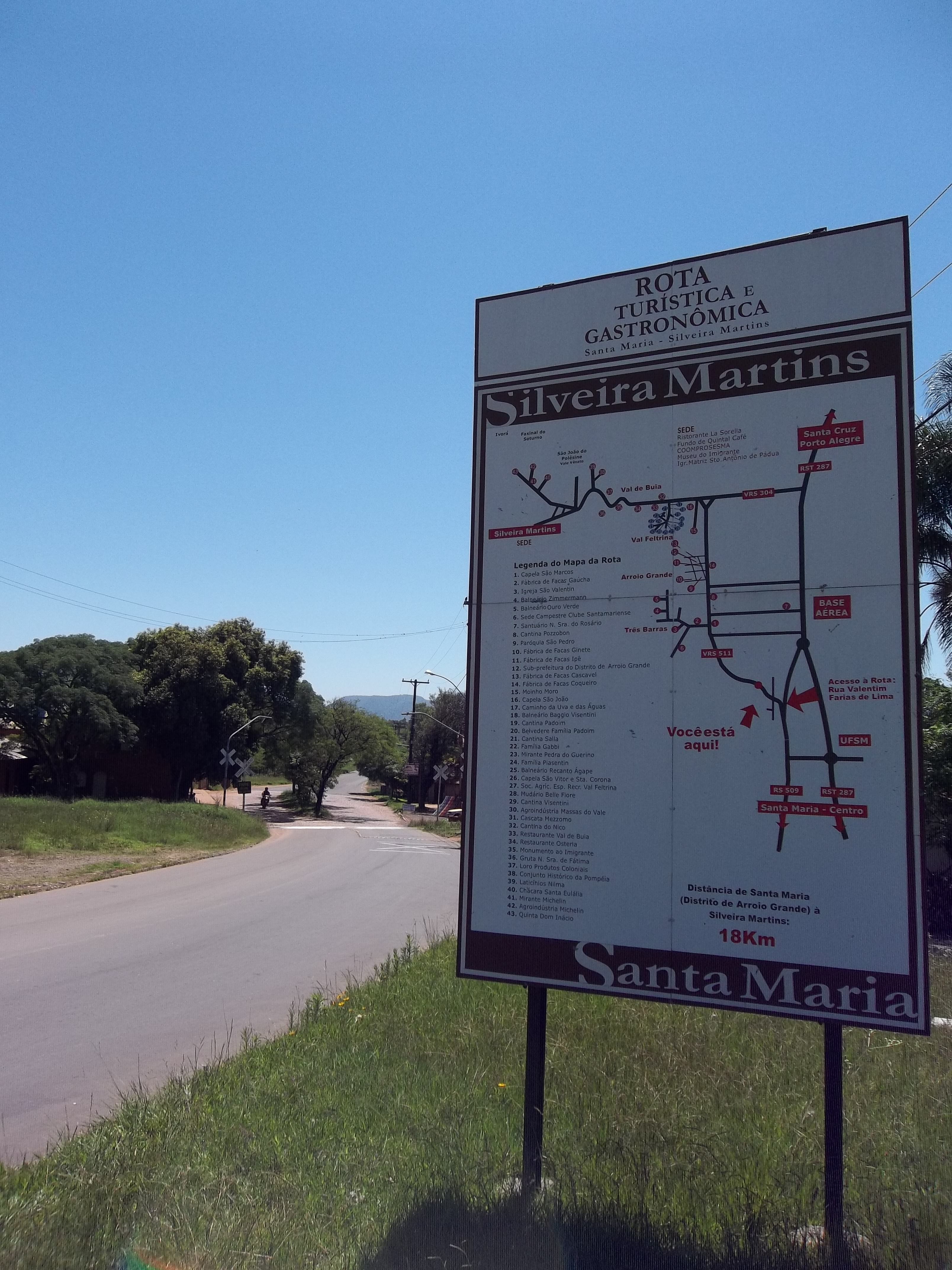

| Noroeste: Itaara | Norte: Itaara / Júlio de Castilhos | Nordeste: Silveira Martins |
| Oeste: Itaara    |                                    | Este: Palma                |
| Suroeste: Km 3   | Sur: Pé de Plátano / Camobi        | Sureste: Pains             |